# Mirra Andrejeva
| jaar | rang enkelspel | rang dubbelspel |
| ---- | -------------- | --------------- |
| 2022 | 405            | –               |
| 2023 | 46             | 414             |
| 2024 | 16             | 69              |

Mirra Aleksandrovna Andrejeva (Russisch: Ми́рра Алекса́ндровна Андре́ева) (Krasnojarsk, 29 april 2007) is een tennisspeelster uit Rusland. Andrejeva begon met tennis toen zij zes jaar oud was. Haar favoriete ondergrond is gravel. Zij speelt rechtshandig. Zij is actief in het internationale tennis sinds 2022.
Haar drie jaar oudere zus Erika is ook beroepstennisser.

## Loopbaan

### Junioren
Op het Australian Open 2023 bereikte Andrejeva de finale van het meisjesenkelspel – de 3u 18min durende eindstrijd verloor zij van haar dubbelspelpartner Alina Kornejeva. In mei van dat jaar bereikte zij de toppositie op de juniorenranglijst van de ITF.

### Enkelspel
Andrejeva debuteerde in februari 2022 op het ITF-toernooi van Sharm-el-Sheikh (Egypte). De week erna stond zij in dezelfde stad voor het eerst in een finale – zij verloor van Cody Wong Hong-yi uit Hongkong. In april veroverde Andrejeva haar eerste titel, op het ITF-toernooi van Antalya (Turkije), door de Italiaanse Martina Colmegna te verslaan. De week erna veroverde zij in dezelfde stad meteen haar tweede titel. Tot op heden(mei 2025) won zij zes ITF-titels, de meest recente in 2023 in Bellinzona (Zwitserland).
In oktober 2022 speelde Andrejeva voor het eerst op een WTA-hoofdtoernooi, op het toernooi van Monastir.
In mei 2023 kreeg zij een wildcard voor het WTA 1000-toernooi van Madrid – zij won haar eersterondepartij nog net op vijftienjarige leeftijd, waarmee zij na CiCi Bellis en Cori Gauff de derde speelster in de geschiedenis werd die vóór haar zestiende verjaardag haar eerste partij won in een WTA 1000-hoofdtoernooi. Uiteindelijk bereikte zij in Madrid zelfs de vierde ronde – door dit resultaat kwam zij binnen op de top 150 van de wereldranglijst. Later die maand had Andrejeva op zestienjarige leeftijd haar grandslamdebuut op Roland Garros doordat zij zich via het kwalificatietoernooi een plek in de hoofdtabel had veroverd – in haar openingspartij aldaar versloeg zij de Amerikaanse Alison Riske-Amritraj. Ook voor Wimbledon wist zij zich te kwalificeren – in het hoofdtoernooi stootte zij door naar de vierde ronde. Hierdoor maakte zij haar entrée tot de top 100 van de wereldranglijst. In oktober bereikte zij, als kwalificante die de Tsjechische Barbora Krejčíková versloeg, de derde ronde op het WTA 1000-toernooi van Peking – door dit resultaat kwam zij binnen in de top 50.
Andrejeva bereikte op Roland Garros 2024 de halve finale. Zij stond in juli voor het eerst in een WTA-finale, op het toernooi van Iași – hier veroverde zij haar eerste titel, door Elina Avanesjan te verslaan. In oktober bereikte zij de kwartfinale van het WTA 1000-toernooi van Peking – daarmee maakte zij haar entrée tot de top 20 van de mondiale ranglijst. De week daarna speelde zij voor het eerst een professionele partij tegen haar drie jaar oudere zus Erika, die vijftig plaatsen lager op de wereldranglijst stond – Erika won.
In februari 2025 won Andrejeva haar tweede WTA-titel op het WTA 1000-toernooi van Dubai – na zeges over Iga Świątek (2) en Jelena Rybakina (6) versloeg zij de Deense Clara Tauson in de finale. Door dit resultaat kwam zij binnen op de top tien van de wereldranglijst. In maart volgde de derde, op het WTA 1000-toernooi van Indian Wells – in de finale versloeg zij het nummer één Aryna Sabalenka.
Haar hoogste notering op de WTA-ranglijst is de 5e plaats, die zij bereikte in juli 2025.

### Dubbelspel
Andrejeva was in eerste instantie weinig actief in het dubbelspel. Zij debuteerde in februari 2022 op het ITF-toernooi van Sharm-el-Sheikh (Egypte), samen met de Egyptische Yasmin Ezzat.
In 2023 speelde Andrejeva voor het eerst op een WTA-hoofdtoernooi, op het toernooi van Madrid, samen met haar zus Erika – zij bereikten er de tweede ronde.
Op het Australian Open 2024 had zij haar grandslamdebuut, samen met de Bulgaarse Viktoriya Tomova. Op Roland Garros bereikte zij met Vera Zvonarjova de kwartfinale – hierdoor kwam zij binnen op de top 150 van de wereldranglijst. In juli steeg zij naar de top 100. Op de Olympische spelen in Parijs won zij de zilveren medaille, samen met Diana Sjnajder.
Andrejeva stond in 2025 voor het eerst in een WTA-finale, op het toernooi van Brisbane, samen met landgenote Diana Sjnajder – hier veroverde zij haar eerste titel, door het koppel Priscilla Hon en Anna Kalinskaja te verslaan. Op het Australian Open bereikte zij met landgenote Diana Sjnajder de halve finale – daarmee klom zij naar de mondiale top 50. In maart won zij met de zelfde partner het WTA 1000-toernooi van Miami – door dat resultaat kwam zij binnen op de top 20.
Haar hoogste notering op de WTA-ranglijst is de 13e plaats, die zij bereikte in juni 2025.

## Palmares
| Legenda                 |
| ----------------------- |
| Grandslamtoernooi       |
| Olympische Spelen       |
| Year-End Championships  |
| Premier Mandatory       |
| Premier Five / WTA 1000 |
| Premier / WTA 500       |
| International / WTA 250 |
| Challenger / WTA 125    |

### Overwinningen op een regerend nummer 1
Andrejeva heeft tot op heden éénmaal een partij tegen een op dat ogenblik heersend leider van de wereldranglijst gewonnen (peildatum 16 maart 2025):
| nr. | datum      | toernooi         | ronde  | tegenstandster  | score         |         |
| --- | ---------- | ---------------- | ------ | --------------- | ------------- | ------- |
| 1.  | 2025-03-16 | WTA Indian Wells | finale | Aryna Sabalenka | 2-6, 6-4, 6-3 | details |

### WTA-finaleplaatsen enkelspel
| nr.              | finale     | toernooi         | ondergrond | tegenstandster  | score               |         |
| ---------------- | ---------- | ---------------- | ---------- | --------------- | ------------------- | ------- |
| gewonnen finales |            |                  |            |                 |                     |         |
| 1.               | 2024-07-26 | WTA Iași         | gravel     | Elina Avanesjan | 5-7, 7-5, 4-0, opg. | details |
| 2.               | 2025-02-22 | WTA Dubai        | hardcourt  | Clara Tauson    | 7-6, 6-1            | details |
| 3.               | 2025-03-16 | WTA Indian Wells | hardcourt  | Aryna Sabalenka | 2-6, 6-4, 6-3       | details |
| verloren finales |            |                  |            |                 |                     |         |
| 1.               | 2024-10-20 | WTA Ningbo       | hardcourt  | Darja Kasatkina | 0-6, 6-4, 4-6       | details |

### WTA-finaleplaatsen vrouwendubbelspel
| nr.              | finale     | toernooi     | ondergrond | partner        | tegenstandsters               | score            |         |
| ---------------- | ---------- | ------------ | ---------- | -------------- | ----------------------------- | ---------------- | ------- |
| gewonnen finales |            |              |            |                |                               |                  |         |
| 1.               | 2025-01-04 | WTA Brisbane | hardcourt  | Diana Sjnajder | Priscilla Hon Anna Kalinskaja | 7-6, 7-5         | details |
| 2.               | 2025-03-30 | WTA Miami    | hardcourt  | Diana Sjnajder | Cristina Bucșa Miyu Kato      | 6-3, 6-7, [10-2] | details |
| verloren finales |            |              |            |                |                               |                  |         |
| 1.               | 2024-08-04 | O.S. Parijs  | gravel     | Diana Sjnajder | Sara Errani Jasmine Paolini   | 6-2, 1-6, [7-10] | details |

### Gewonnen ITF-toernooien enkelspel
| nr. | finale     | toernooi   | dotatie  | ondergrond | tegenstandster in finale | score         |
| --- | ---------- | ---------- | -------- | ---------- | ------------------------ | ------------- |
| 1.  | 2022-04-10 | Antalya    | $ 15.000 | gravel     | Martina Colmegna         | 6-7, 6-0, 6-2 |
| 2.  | 2022-04-17 | Antalya    | $ 15.000 | gravel     | Silvia Ambrosio          | 7-5, 6-2      |
| 3.  | 2022-07-31 | El Espinar | $ 25.000 | hardcourt  | Eva Guerrero Álvarez     | 6-4, 6-2      |
| 4.  | 2022-11-20 | Meitar     | $ 60.000 | hardcourt  | Rebecca Peterson         | 6-1, 6-4      |
| 5.  | 2023-04-16 | Chiasso    | $ 60.000 | gravel     | Céline Naef              | 1-6, 7-6, 6-0 |
| 6.  | 2023-04-23 | Bellinzona | $ 60.000 | gravel     | Fiona Ferro              | 2-6, 6-1, 6-4 |

## Resultaten grandslamtoernooien
| Legenda | Legenda                          |
| ------- | -------------------------------- |
| g.t.    | geen toernooi gehouden           |
| l.c.    | lagere categorie                 |
| –       | niet deelgenomen                 |
| G       | uitgeschakeld in de groepsfase   |
| 1R      | uitgeschakeld in de eerste ronde |
| 2R      | uitgeschakeld in de tweede ronde |
| 3R      | uitgeschakeld in de derde ronde  |
| 4R      | uitgeschakeld in de vierde ronde |
| KF      | uitgeschakeld in de kwartfinale  |
| HF      | uitgeschakeld in de halve finale |
| F       | de finale verloren               |
| W       | het toernooi gewonnen            |
| w-v     | winst/verlies-balans             |

### Enkelspel
| toernooi        | 2023 | 2024 | 2025 |
| --------------- | ---- | ---- | ---- |
| Australian Open | –    | 4R   | 4R   |
| Roland Garros   | 3R   | HF   | KF   |
| Wimbledon       | 4R   | 1R   | KF   |
| US Open         | 2R   | 2R   |      |

### Vrouwendubbelspel
| toernooi        | 2024 | 2025 |
| --------------- | ---- | ---- |
| Australian Open | 1R   | HF   |
| Roland Garros   | KF   | HF   |
| Wimbledon       | 1R   | 3R   |
| US Open         | 3R   |      |